# Revolta dos taberneiros
A Revolta dos taberneiros e tanoeiros foi uma revolta ocorrida em 23 de fevereiro de 1757 na cidade do Porto, em Portugal. 

## Motivos
O vinho não era apenas um produto comercial, entrava também como fator de peso nas relações diplomáticas. Portugal não estava em condições de voltar costas à Inglaterra, como em breve a Guerra dos Sete Anos iria demonstrar. 
Durante o reinado de D. José I, por iniciativa do seu ministro, Sebastião José de Carvalho e Melo (que futuramente seria conhecido como o Marquês de Pombal), foi criada a Companhia Geral da Agricultura das Vinhas do Alto Douro, com sede no Porto, com o objetivo de limitar a preponderância dos ingleses no comércio dos vinhos do Alto Douro e resolver a crise porque então passava aquela região.

## A Revolta
A Companhia pôs ordem em um comércio repleto de falcatruas e desmando, só que quando o fez, todos sentiram a mão pesada do Estado Português sobre esse comércio, fato que de imediato não agradou á todos aqueles que vinham fazendo fortuna com o Vinho do Porto.
Vários setores foram atingidos, os comerciantes ingleses que deitavam e rolavam sobre este comércio tiveram que sujeitar-se  a ordens e burocracias jamais vistas, os Taberneiros que vendiam vinho na Cidade do Porto foram de imediato prejudicado, pois sem critério algum, Pombal mandou fechar 70% das tabernas existentes na cidade alegando que as mesmas adulteravam o vinho e recebia vinhos de outras regiões que não só o Douro, e vendiam aos ingleses que aceitavam pagar menos e exporta-los para outras terras. 
A revolta se inicia no Campo do Olival, com o povo protestando contra o fechamento de 70% das tabernas por parte do Marquês de Pombal. 
Dias mais tarde, o Rei D. José I ordenou a abertura de um inquérito para averiguar os acontecimentos em causa. Essa foi uma decisão que não agradou aos envolvidos e, aquando da chegada do enviado do Rei ao Porto, João Pacheco Pereira de Vasconcelos, ter-se-á espoletado uma segunda onda de protestos, resultando, assim, num novo motim.
De acordo com a instituição portuense, a devassa registou um total de 462 suspeitos, 26 dos quais, 21 homens e cinco mulheres, seriam condenados à morte.
Além disso, a Invicta foi ocupada por “vários regimentos da Beira, do Minho e de Trás-os-Montes” e os munícipes tiveram ainda que assumir a responsabilidade de “alimentar as tropas” e pagar um imposto especial para “pagar o salário dos soldados e das munições”.
No final, oito condenados conseguiram fugir, uma mulher escapou à forca por se encontrar grávida e os restantes 17 sentenciados à pena capital foram enforcados ou decapitados no dia 14 de Outubro de 1757. As suas cabeças foram colocadas nos patíbulos e os corpos, esquartejados, expostos no Largo de S. Domingos, nas ruas Chã e de Cimo de Vila e no terreiro de Miragaia.
Na época os jesuítas foram acusados de envolvimento no motim, o que resultou na demissão de todos os jesuítas ao serviço da corte de Lisboa, e no futuro contribuiu para a decisão de expulsar os jesuítas de Portugal.